# Stąporków
Stąporków este un oraș în Polonia.